# Tabla de Dispilió

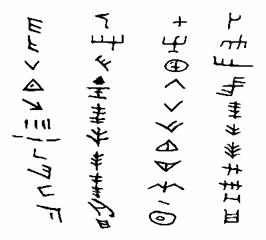
Signos de la tabla de Dispilió.

La Tabla de Dispilió es una tablilla de madera con signos grabados sobre su superficie, descubierta por Giorgos Chourmouziadis en 1993 durante unas excavaciones arqueológicas en Dispilió, Grecia. Ha sido datada mediante la prueba del Carbono 14 hacia el año 5260 a. C., habiendo sido encontrada en un asentamiento humano neolítico próximo a la actual población de Dispilió, en la unidad periférica de Kastoriá. 